# Dusona detritor
Dusona detritor là một loài tò vò trong họ Ichneumonidae.